# Dragões Americanos do Rei
Os Dragões Americanos do Rei foram uma unidade militar provincial britânica, formada para o serviço legalista no decorrer da Guerra Revolucionária Americana. Eles foram criados pelo Coronel Benjamin Thompson, depois Conde Rumford, em 1781.
Os Dragões Americanos do Rei serviram especialmente em Long Island em 1782 e no começo de 1783, onde conseguiram reputação por destruir uma igreja e um cemitério a fim de construir o Forte Golgotha em Huntington.
Eles foram evacuados de Nova York e instalados em Saint John, New Brunswick, em julho de 1783. Eles foram dissolvidos lá em outubro.